# ADN mitocondrial
ADN-ul mitocondrial este ADN-ul conținut de mitocondrii. ADN-ul mitocondrial este o moleculă circulară, asemănătoare ADN-ului procariotelor, fiind constituit, la om, din 16.569 perechi de baze, o macromoleculă având o masă de 107 daltoni. Fiecare mitocondrie conține mai multe molecule de ADN.

## Funcții
ADN-ul mitocondrial uman conține 37 de gene responsabile de:
- sinteza a 22 de tipuri de ARN de transfer specifice mitocondriei;
- sinteza a 2 de tipuri de ARN ribozomial specifice mitocondriei (ribozomii mitocondriei fiind de tip procariot);
- sinteza a 13 proteine membranare ce participă la realizarea lanțului respirator (enzimele respiratorii).

## Originea ADNmt
Potrivit teoriei endosimbiozei, mitocondriile sunt organite celulare rezultate din endosimbioza unei alfa-proteobacterii. Aceasta și-a conservat parțial propriul genom, unele gene necesare sintezei de proteine ce participă la realizarea lanțului respirator fiind transferate în genomul nuclear. Această relație de simbioză, perfecționata în cursul evoluției, permite unei celule, care anterior nu putea realiza reacții de oxidoreducere, să-și obțina energia într-un mediu bogat în oxigen.

## Transmiterea
ADNmt se transmite doar pe linie maternă, ovocitul fiind o celulă de mari dimensiuni ce conține un număr mare de mitocondrii. Spermatozoidul nu participă cu ADNmt la formarea embrionului deoarece mitocondriile sale (reduse ca număr) sunt localizate în regiunea piesei intermediare, structură ce rămâne în afara ovocitului în procesul de fecundare.

## Boli mitocondriale
Frecvența mutațiilor ADN-ului mitocondrial este mai mare decât cea a ADN-ului nuclear deoarece:
- ADN-ul mitocondrial nu este protejat de proteine (nu există histone);
- sistemul de reparare a ADN-ului mitocondrial este mai puțin eficace;
- mitocondriile sunt producatoare de radicali liberi ai oxigenului ce determină leziuni ale ADN-ului mitocondrial.

Bolile mitocondriale sunt boli ereditare rare, cu debut precoce și evolutie rapidă, progresivă, determinate de disfuncții ale lanțului respirator mitocondrial. Manifestările clinice sunt importante la nivelul organelor cu un consum energetic ridicat: encefalopatie, tulburări neuro-musculare, tulburări cardiace, hepatice, metabolice, etc.
Datorită faptului că fiecare celulă conține sute de mitocondrii și fiecare mitocondrie conține mai multe molecule de ADN, mutațiile survenite într-o singură moleculă nu au efect fenotipic. Dacă însă, în urma diviziunilor celulare, proporția de molecule de ADNmt mutante crește producția de energie este afectată și apar manifestările clinice. În funcție de proporția de molecule mutante manifestările pot fi mai grave, progresive, și uneori letale. Prezența de molecule de ADNmt normale și mutante într-o celulă sau organism se numește hereroplasmie. 

## Îmbătrânirea și ADNmt
Mutațiile ADNmt pot determina alterări în rata de sinteză a proteinelor mitocondriale sau pot determina sinteza de proteine inactive. Acumularea de astfel de mutații pe tot parcursul vieții unui individ ar determina diminuarea producției de energie în celule și ar fi una din explicațiile fenomenului de îmbătrânire. 

## ADN-ul mitocondrial și evoluția
Una din cele mai cunoscute ipoteze privind apariția Homo sapiens apare în anii '80 și este cunoscută sub numele de ipoteza Evei mitocondriale. La formularea acestei ipoteze au ajuns simultan cercetătorii din două laboratoare: Douglas Wallace și colaboratorii săi de la Universitatea Emory și Allan Wilson, împreună cu echipa sa de la Universitatea din Berkeley, California. Știind că zigotul moștenește doar mitocondriile provenite de la ovocit (ADN-ul mitocondrial fiind așadar moștenit exclusiv pe linie maternă) și analizând din punct de vedere filogenetic secvența moleculelor de ADN mitocondrial de la indivizi provenind din populații diferite, ei au ajuns la concluzia că toți oamenii ar putea proveni de la o femeie – mamă comună – pe care au numit-o Eva mitocondrială.